# Blue Rapids (Kansas)
Blue Rapids – miasto w Stanach Zjednoczonych, w stanie Kansas, w hrabstwie Marshall.